# (7544) Tipografiyanauka
(7544) Tipografiyanauka est un astéroïde de la ceinture principale.

## Description
(7544) Tipografiyanauka est un astéroïde de la ceinture principale. Il fut découvert le 26 octobre 1976 à Naoutchnyï par Tamara Smirnova. Il présente une orbite caractérisée par un demi-grand axe de 2,90 UA, une excentricité de 0,04 et une inclinaison de 1,0° par rapport à l'écliptique.

## Compléments